# Guyana aux Jeux olympiques d'été de 2024
Le Guyana participe aux Jeux olympiques de 2024 à Paris. Il s'agit de sa 19e participation à des Jeux olympiques d'été.
L'athlète Emanuel Archibald et la pongiste Chelsea Edghill sont nommés porte-drapeaux de la délégation du Guyana.

## Nombre d’athlètes qualifiés par sport
Voici la liste des qualifiés et sélectionnés guyaniens par sport (remplaçants compris) :
| Sport           | Hommes | Femmes | Total |
| --------------- | ------ | ------ | ----- |
| Athlétisme      | 1      | 1      | 2     |
| Natation        | 1      | 1      | 2     |
| Tennis de table | 0      | 1      | 1     |
| Total           | 2      | 3      | 5     |

## Bilan général
| Sport           | Médaille d'or, Jeux olympiques | Médaille d'argent, Jeux olympiques | Médaille de bronze, Jeux olympiques | Total | Rang pays |
| --------------- | ------------------------------ | ---------------------------------- | ----------------------------------- | ----- | --------- |
| Athlétisme      |                                |                                    |                                     |       |           |
| Natation        |                                |                                    |                                     |       |           |
| Tennis de table |                                |                                    |                                     |       |           |
| Total           |                                |                                    |                                     |       |           |

| Jour       | Médaille d'or, Jeux olympiques | Médaille d'argent, Jeux olympiques | Médaille de bronze, Jeux olympiques | Total |
| ---------- | ------------------------------ | ---------------------------------- | ----------------------------------- | ----- |
| 26 juillet |                                |                                    |                                     |       |
| 27 juillet |                                |                                    |                                     |       |
| 28 juillet |                                |                                    |                                     |       |
| 29 juillet |                                |                                    |                                     |       |
| 30 juillet |                                |                                    |                                     |       |
| 31 juillet |                                |                                    |                                     |       |
| 1er août   |                                |                                    |                                     |       |
| 2 août     |                                |                                    |                                     |       |
| 3 août     |                                |                                    |                                     |       |
| 4 août     |                                |                                    |                                     |       |
| 5 août     |                                |                                    |                                     |       |
| 6 août     |                                |                                    |                                     |       |
| 7 août     |                                |                                    |                                     |       |
| 8 août     |                                |                                    |                                     |       |
| 9 août     |                                |                                    |                                     |       |
| 10 août    |                                |                                    |                                     |       |
| 11 août    |                                |                                    |                                     |       |
| Total      |                                |                                    |                                     |       |

| Sexe   | Médaille d'or, Jeux olympiques | Médaille d'argent, Jeux olympiques | Médaille de bronze, Jeux olympiques | Total |
| ------ | ------------------------------ | ---------------------------------- | ----------------------------------- | ----- |
| Hommes |                                |                                    |                                     |       |
| Femmes |                                |                                    |                                     |       |
| Mixte  |                                |                                    |                                     |       |
| Total  |                                |                                    |                                     |       |

## Médaillés
| Sport | Discipline | Athlète(s) | Performance | Date |
| ----- | ---------- | ---------- | ----------- | ---- |
|       |            |            |             |      |

| Sport | Discipline | Athlète(s) | Performance | Date |
| ----- | ---------- | ---------- | ----------- | ---- |
|       |            |            |             |      |

| Sport | Discipline | Athlète(s) | Performance | Date |
| ----- | ---------- | ---------- | ----------- | ---- |
|       |            |            |             |      |

## Résultats

### Athlétisme
| Athlètes          | Épreuve        | Premier tour (ou tour préliminaire) | Premier tour (ou tour préliminaire) | Repêchage (ou premier tour) | Repêchage (ou premier tour) | Demi-finales | Demi-finales | Finale  | Finale  |
| Athlètes          | Épreuve        | Temps                               | Rang                                | Temps                       | Rang                        | Temps        | Rang         | Temps   | Rang    |
| ----------------- | -------------- | ----------------------------------- | ----------------------------------- | --------------------------- | --------------------------- | ------------ | ------------ | ------- | ------- |
| Emanuel Archibald | 100 m masculin | Exempté                             | Exempté                             | 10 s 40                     | 8e                          | Eliminé      | Eliminé      | Eliminé | Eliminé |
| Aliyah Abrams     | 400 m féminin  | 51 s 55                             | 5e                                  | 51 s 84                     | 5e                          |              | e            |         | e       |

### Natation
| Athlète      | Épreuve          | Séries       | Séries | Demi-finales | Demi-finales | Finale | Finale |
| Athlète      | Épreuve          | Temps        | Rang   | Temps        | Rang         | Temps  | Rang   |
| ------------ | ---------------- | ------------ | ------ | ------------ | ------------ | ------ | ------ |
| Raekwon Noel | 400 m nage libre | 4 min 2 s 29 | 34e    |              | e            |        | e      |

| Athlète            | Épreuve          | Séries       | Séries | Demi-finales | Demi-finales | Finale | Finale |
| Athlète            | Épreuve          | Temps        | Rang   | Temps        | Rang         | Temps  | Rang   |
| ------------------ | ---------------- | ------------ | ------ | ------------ | ------------ | ------ | ------ |
| Aleka Persaud (en) | 100 m nage libre | 1 min 1 s 29 | 28e    |              | e            |        | e      |

### Tennis de table
Chelsea Edghill reçoit de nouveau une invitation à concourir en simple dames.
| Athlète(s) (n° de tête de série) | Compétition  | Tour préliminaire         | 1er tour            | 2e tour             | 3e tour             | 4e tour             | Quart de finale     | Demi-finale         | Finale / MB         | Rang |
| Athlète(s) (n° de tête de série) | Compétition  | Adversaire(s) Score       | Adversaire(s) Score | Adversaire(s) Score | Adversaire(s) Score | Adversaire(s) Score | Adversaire(s) Score | Adversaire(s) Score | Adversaire(s) Score | Rang |
| -------------------------------- | ------------ | ------------------------- | ------------------- | ------------------- | ------------------- | ------------------- | ------------------- | ------------------- | ------------------- | ---- |
| Chelsea Edghill (65)             | Simple dames | Sarah Hanffou Défaite 1-4 | Non disputé         |                     |                     |                     |                     |                     |                     | e    |